# جیرجیرک سرقیفی نیهوآ
جیرجیرک سرقیفی نیهوآ (نام علمی: Banza nihoa) نام یک گونه از تیره جیرجیرک‌های بیشه است.